# Mike El Nite
Miguel Caixeiro (n. 1989), mais conhecido pelo seu nome artístico Mike El Nite, é um rapper e músico português. Lançou o seu primeiro single, "Mambo nº1", em 2013. Tem dois álbuns a solo, O Justiceiro (2016) e Inter-missão (2018). É metade da dupla David & Miguel, tendo lançado Palavras Cruzadas (2021) com este projecto. 

## Biografia
El Nite cresceu em Telheiras, a que se passou a referir como "Zona T, finest". É filho do músico Joaquim Caixeiro, que se celebrizou na música popular portuguesa pelo seu trabalho enquanto Quinzinho de Portugal e também como membro da Brigada Victor Jara. Foi colega de escola de Rita Vian e de Da Chick.
Aproximou-se do hip-hop ainda no ensino básico, começando por ouvir Eminem e o trio Mind Da Gap, deixando para trás as influências rock de bandas como System of a Down ou Limp Bizkit. Quando frequentava o 10.º ano de escolaridade, gravou a sua primeira canção no estúdio de Agir, que morava no mesmo no bairro lisboeta. No entanto, acabaria por se afastar do hip-hop por volta de 2006/2007, por sentir que não se identificava com uma certa postura mais violenta do movimento. Paralelamente, no verão de 2006, ao assistir ao concerto de Daft Punk no festival Sudoeste, ficou fascinado com a música electrónica. O impacto dessa experiência levou-o, até, a enveredar temporariamente por um caminho nesse género musical, fundando o projecto Refill (com Tiago Pereira) e trabalhando com Da Chick. Entre as inspirações dessa altura, cita os franceses Justice e os alemães Modeselektor.
O seu nome artístico é uma espécie de trocadilho com o termo nite (calão para cigarro, em Portugal) e uma referência ao protagonista da série televisiva Knight Rider (em Portugal, intitulada O Justiceiro).

## Carreira artística
O regresso ao hip-hop deu-se por inspiração dos Odd Future e de Tyler The Creator, cujo trabalho é apontado por Caixeiro como influência maior e empurrão para este novo salto.
Ainda antes de se lançar na edição de registos de originais, testou as águas em 2012 com a mixtape Trocadalhos do Carilho, que carregou na sua página de Soundcloud. No ano seguinte, o seu cartão-de-visita, "Mambo nº1", estreou no canal de YouTube do site Hip-Hop Sou Eu. A canção era uma colaboração com um ProfJam ainda longe do estrelato, mas com quem partilhava o protagonismo na ASTROrecords. O single serviu de apresentação ao EP Rusga Para Concerto em G Menor, o seu registo inaugural em nome próprio, lançado nesse ano.
Em 2015, El Nite deixava antever o seu caminho rumo a sonoridades com referências a um imaginário cultivado durante a década de 1990, marcada pelo surgimento de canais de televisão privados em Portugal. Até no título, o EP Vaporetto Titano é uma referência às televendas dessa altura.
A aguardada estreia nos álbuns de estúdio chegou no ano seguinte, com O Justiceiro. Produzido por DWARF e editado pela NOS Discos, o disco voltava a mergulhar no pote de referências da cultura popular portuguesa da viragem do milénio, incluindo samples do genérico de Horizontes da Memória e de "Eu Sei, Tu És" (1998), dos Santamaria. O disco foi bem recebido pela crítica e pelo público, culminando com um concerto no Super Bock Super Rock desse verão, tendo El Nite tocado na mesma noite de Kendrick Lamar.
Influenciado por The Art of Slowing Down, de Slow J, e 10000 Anos entre Vénus e Marte, de José Cid, o segundo álbum de El Nite rompe com o ciclo de rap e trap mais purista que tinha produzido até então. Inter-missão foi editado em 2018, com o selo da Think Music, incorporando influências de outros estilos, como o fado. Apesar de contar apenas oito faixas, o disco tem uma extensa lista de convidados: Rita Vian, J-K, Sippinpurp, Finix MG e Catarina Boto.Neste disco, Caixeiro explorou um lado mais intimista, partilhando experiências como desgosto amoroso e um acidente de bicicleta quase fatal.

### Colaborações com outros artistas
A face mais visível da veia colaborativa de El Nite está no álbum Palavras Cruzadas, que editou em 2021 enquanto parte do duo romântico David & Miguel, ao lado de David Bruno, mas o ciclo de sinergias com outros artistas nunca se esgotou. 
Só em 2019, participou nos álbuns: Enza, de Throes & The Shine, em Miramar Confidencial, de David Bruno, e em Internet Club, de Ghostwavves. No ano seguinte, assinou o single "Type R", tendo Benji Price e Ana Malhoa como artistas convidados. O trio reuniu-se, mais uma vez, poucos meses depois em "Quem te dera", dessa feita com Malhoa a assumir o papel pricipal. El Nite e Benji voltariam a trabalhar juntos no álbum de estreia de Price, Ígneo, editado pela Sony em 2022 - Caixeiro entrou em "Veni, Vidi, Vici".
Colaborou com Pedro Mafama em "Calafrio"; a canção foi inicialmente apresentada no Super Bock Super Rock de 2019, mas só foi editada em 2020. Em 2021, trabalhou com Rastronaut, produtor da Enchufada, em "Evian", uma canção saudosista das pistas de dança em tempos de pandemia de COVID-19. Em 2023, marcou presença na lista de convidados de xtinto no seu álbum de estreia, Latência, tendo participado em "Iglu".
Também entrou no EP Terra-Mãe de João Não e Lil Noon, juntando-se a Kenny Berg como convidado em "Danceteria Love". Voltou ao estúdio com João Não e Lil Noon no álbum Se Eu Acordar, editado em 2023, entrando na canção "Purpurina". Ambas as canções foram incluídas na banda sonora da nova vida da série juvenil Morangos com Açúcar.

## Discografia

### MixtapeseEP
- Trocadalhos do Carilho (mixtape, 2012)
- Rusga Para Concerto em G Menor (EP, 2013)
- Vaporetto Titano (EP, 2015)

### Álbuns
- O Justiceiro (NOS Discos, 2016)
- Inter-missão (Think Music, 2018)

### Em colaboração com David Bruno:
- Palavras Cruzadas (2021)